# Oplachantha pallida
Oplachantha pallida är en tvåvingeart som beskrevs av James 1977. Oplachantha pallida ingår i släktet Oplachantha och familjen vapenflugor. Inga underarter finns listade i Catalogue of Life.